# Prix Dolomieu du Bureau de recherches géologiques et minières
Le prix Dolomieu du Bureau de recherches géologiques et minières est un prix annuel, fondé en 1998 par le bureau de recherches géologiques et minières (BRGM) et remis par l'Académie des sciences, destiné à récompenser un ou plusieurs chercheurs ou ingénieurs, français ou ressortissants de la communauté européenne, pour un travail de recherche remarquable dans le domaine des sciences de la Terre, alternativement pour des recherches fondamentales ou appliquées. Le montant du prix est de 15 250 €. Il porte le nom de Déodat Gratet de Dolomieu.

## Lauréats
- 2024 : Mioara Mandea, géophysicienne et directrice de recherche au CNES[2].
- 2023 : Vincent Lagneau, géochimiste, professeur à l'École nationale supérieure des mines de Paris, directeur du Centre de Géosciences[3].
- 2022 : Janne Blichert-Toft, géochimiste, directrice de recherche CNRS au Laboratoire de géologie de Lyon (CNRS/Université Claude Bernard Lyon 1/ENS Lyon)[4].
- 2021 : Philippe Davy, géophysicien, directeur de recherche CNRS au laboratoire Géosciences Rennes (Université de Rennes 1/CNRS) et directeur du LabCom Fractory (CNRS/Université de Rennes 1/ITASCA).
- 2020 : Jacques Malavieille, directeur de recherche émérite CNRS au Laboratoire Géosciences Montpellier[5].
- 2019 : Gilles Pijaudier-Cabot, professeur au laboratoire des fluides complexes et leurs réservoirs à l’université de Pau et des Pays de l’Adour.
- 2018 : Philippe Ciais, directeur de recherche au laboratoire des sciences du climat et de l’environnement au CEA à Gif-sur-Yvette.
- 2017 : Alexandre Chemenda, professeur à l’université de Nice-Sophia Antipolis, enseignant-chercheur en géologie.
- 2016 : Bernard Marty, professeur à l’université de Lorraine, École nationale supérieure de géologie.
- 2015 : Rolando Armijo, physicien à l'Institut de physique du globe de Paris, laboratoire de tectonique et mécanique de la lithosphère.
- 2014 : Georges Calas, professeur à l'université Pierre et Marie Curie à l'Institut de minéralogie, physique des matériaux et cosmochimie à Paris.
- 2013 : Patrick Landais, directeur recherche et développement à l'ANDRA[6].
- 2012 : Georges Vachaud, directeur de recherche émérite au CNRS, Laboratoire Transfert Hydrologie Environnement à Grenoble.
- 2011 : Yves Lagabrielle, directeur de recherche au CNRS, UMR Géosciences à Montpellier.
- 2010 : Pierre Choukroune, professeur émérite à l'Université Aix-Marseille III
- 2009 : Emmanuel Ledoux, directeur de recherche à l'École des Mines de Paris - géologie quantitative
- 2008 : Bernard Dupré, directeur de recherche au Centre national de la recherche scientifique à l'Observatoire Midi-Pyrénées à Toulouse - géodynamique chimique, géochimie
- 2007 : Dominique Gibert, professeur de Géophysique à l'université de Rennes 1 - géophysique appliquée
- 2006 : Michel Treuil, professeur à l'Université Pierre-et-Marie-Curie à Paris - géochimie des éléments, géochimie quantitative
- 2005 : Adolphe Nicolas, professeur émérite au laboratoire de tectonophysique de l'université de Montpellier 2 - géologie, tectonophysique
- 2004 : Jean-Claude Duplessy, directeur de recherche au Centre national de la recherche scientifique au laboratoire des sciences du climat et de l'environnement - paléo-océanographie
- 2003 : Jean-Laurent Mallet, professeur à l'Institut national polytechnique de Lorraine et à l'École nationale supérieure de géologie de Nancy - géologie numérique, géomodélisation, géostatistique
- 2001 : Vincent Courtillot, professeur de géophysique au département des sciences physiques de la Terre à l'université Diderot à Paris et à l'Institut universitaire de France - géologie, géophysique, paléomagnétisme
- 1999 : Jean-Maurice Cases, directeur de recherche au Centre national de la recherche scientifique du laboratoire environnement et minéralurgie, École nationale supérieure de géologie de Nancy - physico-chimie des géomatériaux, électrochimie.